# روبرت کونداخسازوف
روبرت کونداخسازوف (ارمنی: Ռոբերտ Աբգարի Կոնդախսազով؛ روسی: Рóберт Абгáрович Кондахсáзов؛ ۲۶ ژوئیهٔ ۱۹۳۷ – ۲۳ ژوئن ۲۰۱۰) یک هنرمند ارمنی‌تبار اهل گرجستان بود.

## زندگی‌نامه
روبرت کونداخسازوف در ۲۳ ژوئیه ۱۹۳۷ در تفلیس، گرجستان به دنیا آمد. در سال ۱۹۶۳ پس از فارغ‌التحصیل از آکادمی هنری تفلیس در زمینه‌های طراحی، نگارگری کتاب و صحنه‌سازی به فعالیت پرداخت. کونداخسازوف در سال ۱۹۶۴ هنر خویش را به نمایش گذاشت نخستین نمایشگاه انفرادی را در سال ۱۹۸۹ برگزار کرد. در ابتدای اکتبر ۲۰۰۵ کونداخسازوف در مسکو، روسیه سکونت گزید جایی که وی در سال ۲۰۱۰ درگذشت.

## تجربه ادبی
روبرت کونداخسازوف پدیدآورنده خاطراتی تحت عنوان "Unfinished notebooks" است که بخشی از آن تحت عنوان Friendship of Nations در سال ۲۰۱۱ در مجله ای در روسیه به چاپ رسید.